# Leucania obscurata
Leucania obscurata là một loài bướm đêm trong họ Noctuidae.